# VIII Liceum Ogólnokształcące im. Władysława IV w Warszawie
VIII Liceum Ogólnokształcące im. Króla Władysława IV – liceum ogólnokształcące znajdujące się przy ul. Jagiellońskiej 38 w warszawskiej dzielnicy Praga-Północ. Jedna z najstarszych szkół średnich w Warszawie.

## Historia

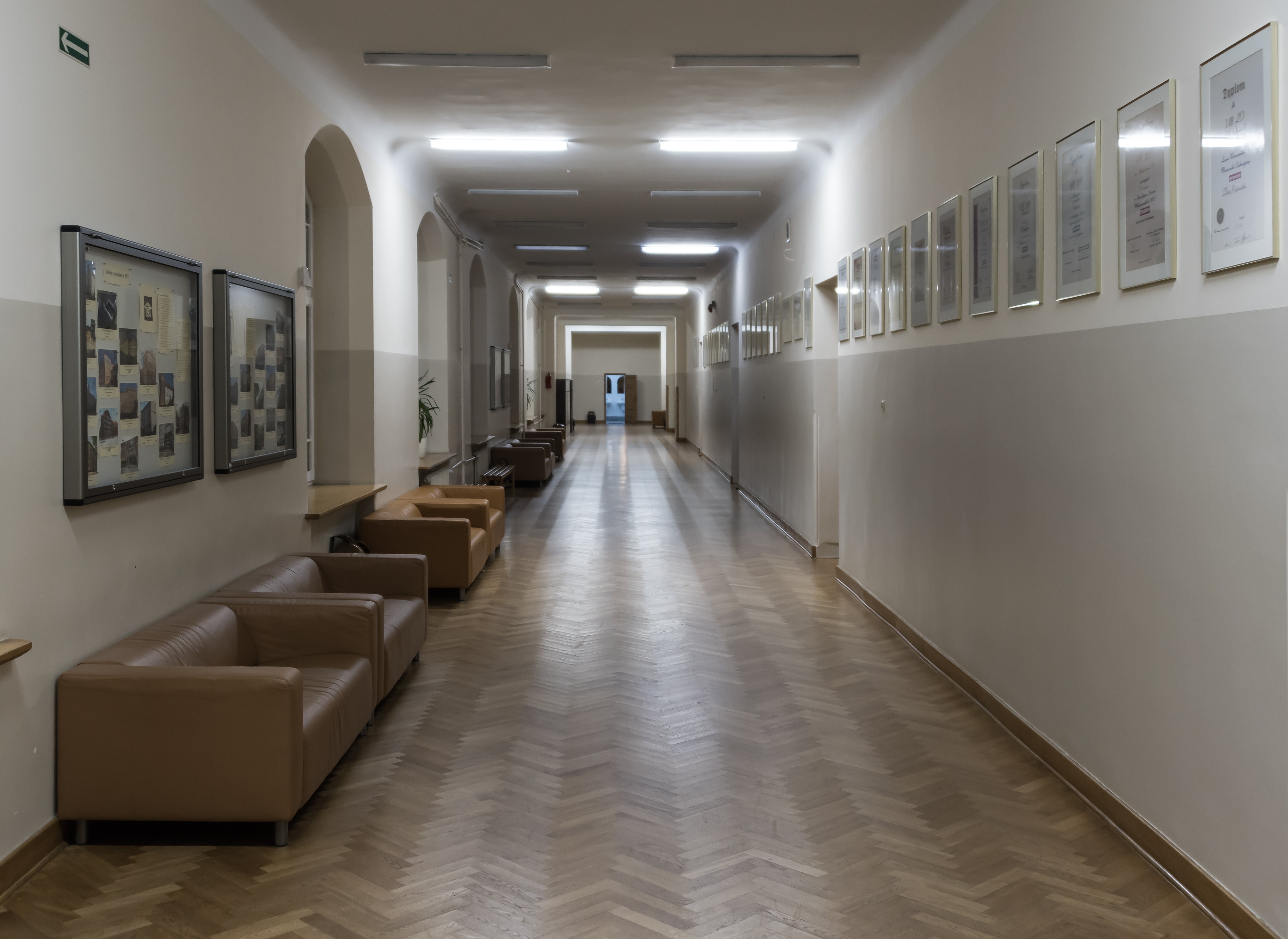
Korytarz na parterze budynku szkoły

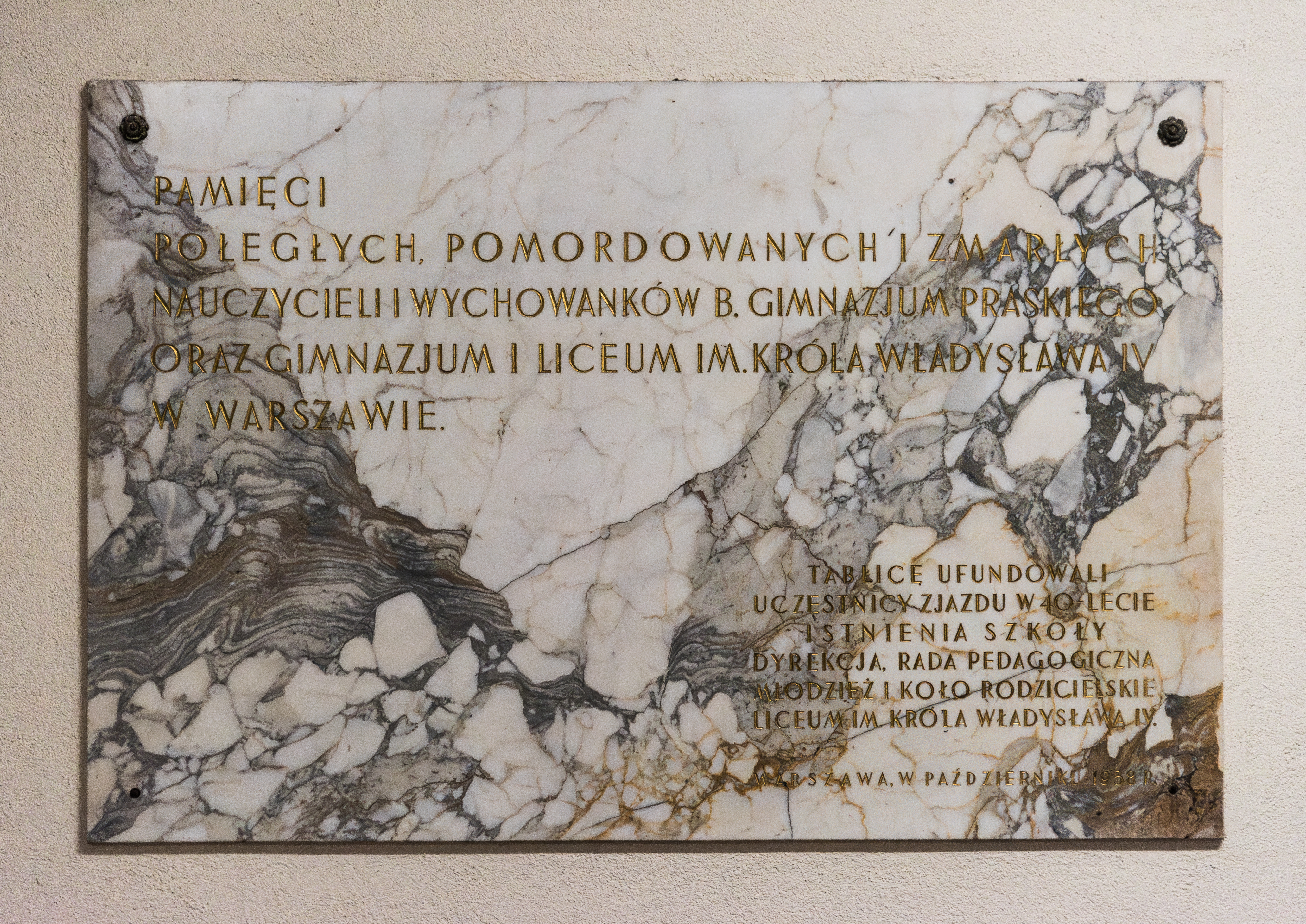
Tablica pamiątkowa w holu szkoły

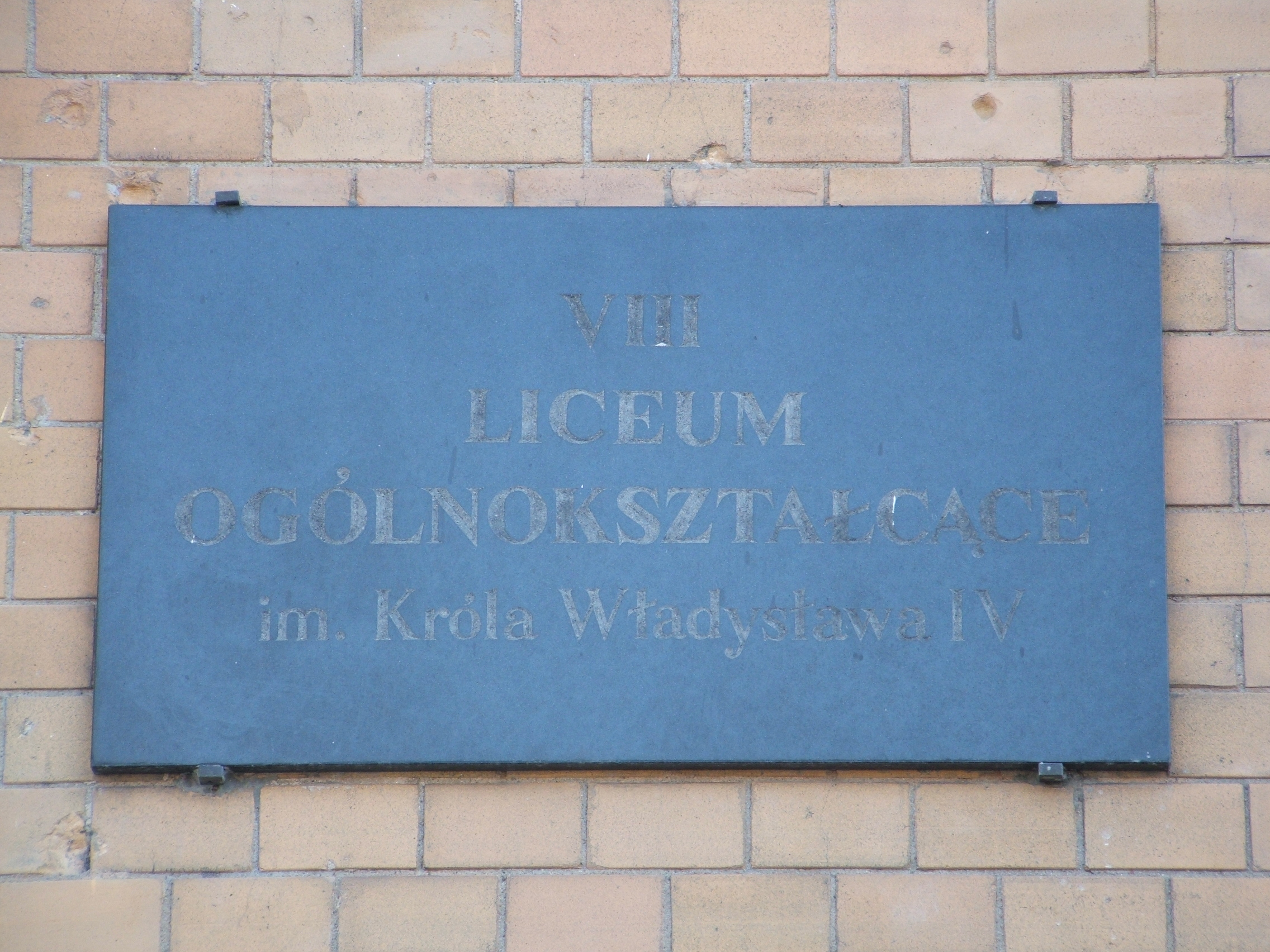
Tablica na budynku szkolnym od strony al. „Solidarności”

### Rosyjskie gimnazjum rządowe

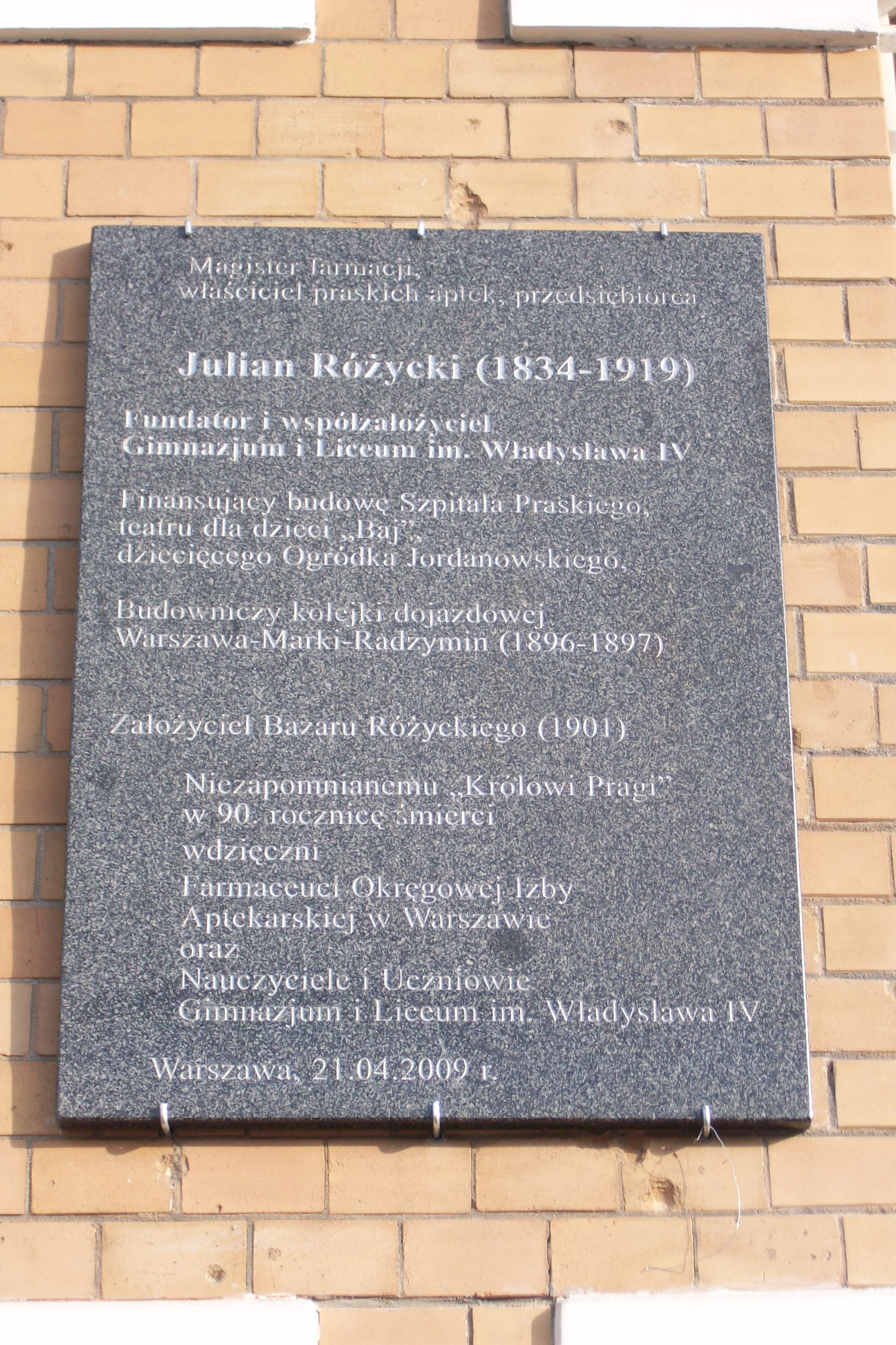
Tablica upamiętniająca postać Juliana Różyckiego

Poprzednikiem Liceum Ogólnokształcącego im. Króla Władysława IV było męskie Gimnazjum Praskie (powstałe w 1885). Było ono ośmioklasową szkołą rządową z rosyjskim językiem nauczania oraz rosyjską kadrą pedagogiczną. Polakami byli jedynie nauczyciele religii katolickiej oraz nadobowiązkowego języka polskiego. Nie uczono historii i geografii Polski. Uczyło się w nim około 400 uczniów, większość stanowili Polacy, poza nimi było kilkudziesięciu Żydów oraz nieliczni Rosjanie.
Było to gimnazjum typu filologicznego, do przedmiotów obowiązkowych należała łacina, greka oraz starocerkiewny. Gimnazjum kierowane było przez Rosjanina Wodołagina.
W szkole, zgodnie z ówczesną polityką rusyfikacji, wyśmiewano wszystko, co polskie i katolickie. Uczeń był karany za odzywanie się po polsku. Przejawem patriotyzmu był udział władysławiaków w odsłonięciu pomnika Adama Mickiewicza na Krakowskim Przedmieściu 24 grudnia 1898. W 1901 powstała w szkole tajna organizacja młodzieżowa „X”, której celem było kształcenie w polszczyźnie (języku, literaturze, historii i geografii) oraz wychowanie etyczne, a także inicjowanie i kierowanie protestami uczniów. Efektem działalności tej organizacji był powszechny udział uczniów w ogólnokrajowym strajku szkolnym 1905 roku, który wybuchł pod hasłem walki o szkołę polską. W odpowiedzi na strajk zaostrzyły się represje ze strony władz.
Przez pierwszych 20 lat Gimnazjum Praskie mieściło się w istniejącym do dziś budynku przy ul. Brukowej 16 róg Namiestnikowskiej (obecnie róg ulic Okrzei oraz Sierakowskiego).
W 1901 r. podjęto decyzję o budowie dla Gimnazjum Praskiego nowego budynku. Początkowo miał stanąć na rogu ul. Aleksandrowskiej i ul. Targowej, ostatecznie magistrat przekazał na ten cel plac o powierzchni 8854 m² przy ul. Petersburskiej, róg Aleksandrowskiej. Budynek kosztował 300 tys. rubli, w tym 100 tys. zebrano od darczyńców (m.in. założyciela pobliskiego bazaru – Juliana Różyckiego).
Gmach zaprojektował Władysław Kozłowski w stylu wczesnomodernistycznym z elementami dekoracji secesyjnej. Budowę rozpoczęto w 1905 i ukończono w drugiej połowie 1907. Gimnazjum Praskie przeniosło się do tego budynku w roku szkolnym 1907/1908.
Był to pierwszy w Polsce wolno stojący budynek szkolny (piwnica, parter, dwa piętra i strych) przystosowany do wymogów ówczesnego szkolnictwa. Po raz pierwszy zastosowano klimatyzację, a posadzki były wyłożone linoleum. Szkoła była wyposażona w salę rekreacyjną (obecną aulę), bibliotekę i bogato wyposażoną pracownię fizyczną. W momencie wybuchu I wojny światowej wojskowe władze rosyjskie zajęły budynek na szpital. W okresie międzywojennym gmach był ośrodkiem dzielnicowych inicjatyw kulturalnych i społecznych – posiadał największą salę wykorzystywaną dla różnych zebrań.
W gmachu zachowały się oryginalne wartościowe posadzki z terakoty na kondygnacji naziemnej klatki schodowej, kuta stalowa balustrada schodów, posadzka w bramie przejazdowej na podwórze i stolarka drzwiowa.
W 1915 roku, po przejęciu Warszawy przez wojska niemieckie, z Gimnazjum Praskiego wywieziono wyposażenie gabinetów: fizycznego i chemicznego, dokumentację szkolną i ewakuowano rosyjski personel pedagogiczny. Po 30 latach funkcjonowania na Pradze carskie gimnazjum przestało istnieć.

### Lata 1915–1939
13 września 1915 roku utworzono Polskie Gimnazjum Filologiczne, któremu Praski Komitet Obywatelski nadał imię Króla Władysława IV dla upamiętnienia władcy, który nadał Pradze prawa miejskie.
W latach 1915–1919 przy Gimnazjum im. Władysława IV, w skrzydle od strony ul. Jagiellońskiej, istniała bursa dla uczniów spoza Warszawy oraz znajdujących się w trudnej sytuacji materialnej. Pierwszym dyrektorem polskiego gimnazjum był Adam Zarzecki, jego następcą od 1916 roku został Stanisław Kurowski.
Do kadry pedagogicznej Gimnazjum w okresie międzywojennym należeli trzej docenci Uniwersytetu Warszawskiego: dr Józef Gołąbek, dr Wiktor Wąsik, dr Wiktor Ehrenfeucht.
Od 1918 roku ze szkołą związała się 17 Warszawska Drużyna Harcerska im. gen. Jakuba Jasińskiego.
Udział uczniów szkoły w wojnie polsko-bolszewickiej upamiętnia odsłonięta przez Aleksandra Arcichowskiego w 1992 roku pamiątkowa tablica:
Tu na terenie Gimnazjum im. Władysława IV od czerwca do sierpnia 1920 roku formował się I Batalion 236 Ochotniczego Pułku Piechoty i stąd pod dowództwem ppor. Stanisława Matarewicza z kapelanem ks. Ignacym Skorupką wyruszył do zwycięskiego boju pod Ossowem.

### Lata 1939–1946

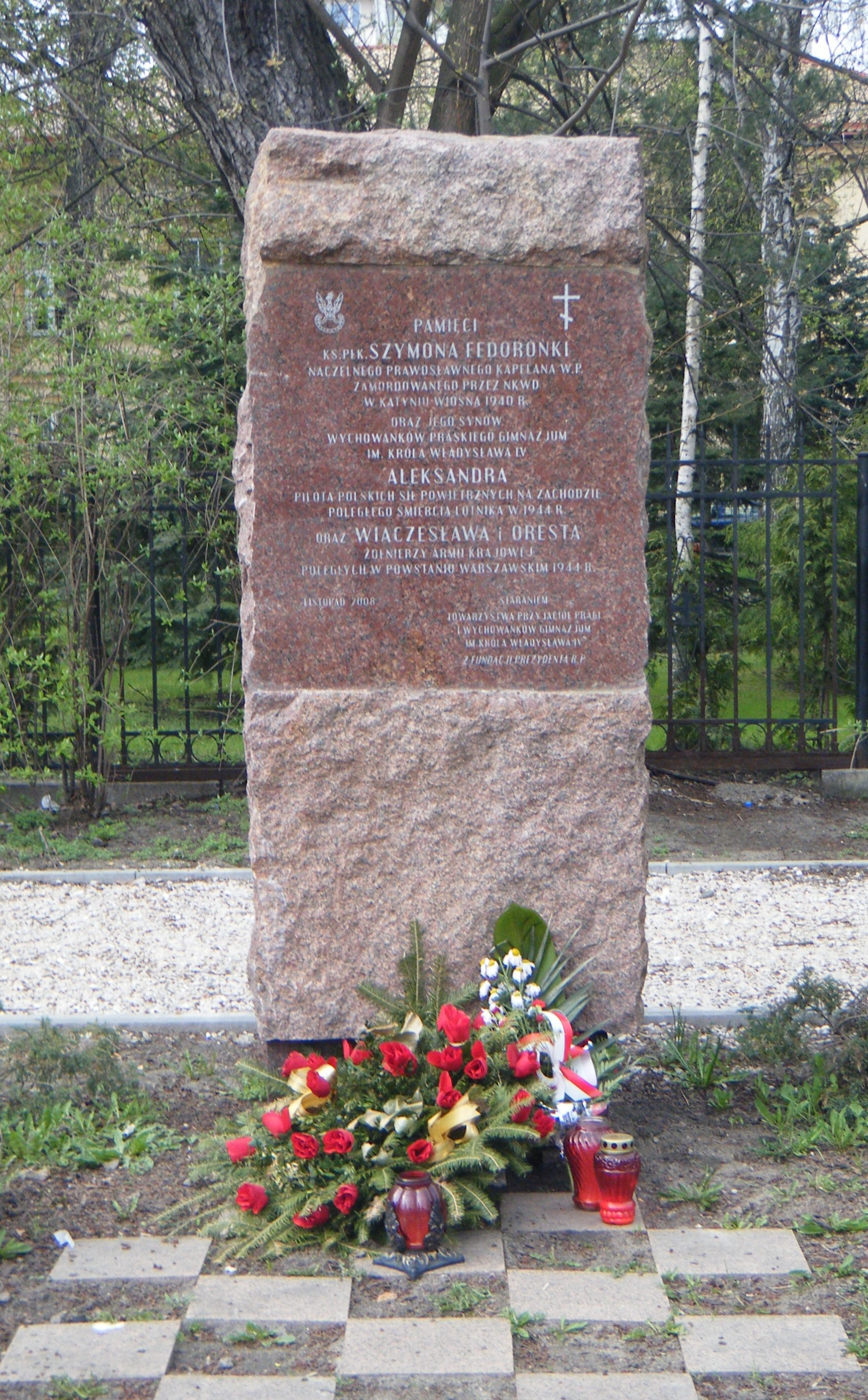
Głaz upamiętniający postać Szymona Fedorenki i jego synów. Znajduje się on naprzeciwko gmachu szkoły, po drugiej stronie al. „Solidarności”

W 1941 budynek szkoły został zajęty przez niemiecki szpital wojskowy. 2 września 1942 gmach został uszkodzony podczas radzieckiego nalotu na miasto.
Przez cały okres okupacji (1939–1944) prowadzono tajne nauczanie. Powstało 40 kompletów uczniowskich w 160 punktach Pragi, Bródna i Grochowa. Wielu uczniów szkoły, nie tylko harcerzy, weszło w skład Batalionu Harcerskiego „Wigry”.
W 1944 budynek szkoły został przejęty przez Armię Czerwoną. Przeznaczono go pierwotnie na szpital, później w wydzielonej części (od strony ul. Jagiellońskiej), strzeżonej przez uzbrojonych wartowników funkcjonował Trybunał Wojskowy Armii Czerwonej. Lekcje odbywały się w kilku punktach Pragi na 3 zmiany.
W 1945 do budynku powróciła szkoła. Rozpoczęto powojenny remont budynku. Gmach był zdewastowany, bez ławek i pomocy naukowych, do szkoły wchodziło się wyłącznie od strony ul. Zygmuntowskiej. W skrzydle od ul. Jagiellońskiej nadal (do 1946) mieścił się sowiecki trybunał wojskowy, przejścia w piwnicy oraz korytarze na piętrach zostały zamurowane. Uczniowie nie mogli korzystać z boiska, część okien wychodzących na tę stronę była zamalowana lub zabita deskami. W piwnicach więziono polskich oficerów i żołnierzy. 

### Lata powojenne
W 1947 szkoła otrzymała sztandar.
W 1954 placówka, wskutek połączenia ze Szkołą Podstawową nr 49, stała się 11-latką. W 1955 do szkoły po raz pierwszy przyjęto dziewczęta, tym samym przekształcono ją z męskiej w koedukacyjną. Pierwszy rocznik dziewcząt otrzymał świadectwa dojrzałości w 1959.
W 1958 odbył się pierwszy powojenny zjazd wychowanków szkoły i reaktywowano Koło Wychowanków Gimnazjum i Liceum im. Króla Władysława IV.
W 1967 do szkoły przyłączono Liceum Ogólnokształcące nr 36 im. Jakuba Jasińskiego z ul. Brechta.
W 1968 na wieżyczce budynku zamontowano zegar, wygrywający melodię pieśni wojskowej 1 Dywizji im. Tadeusza Kościuszki Oka.
W 1983 szkołę, jako jedną z trzech pierwszych w Warszawie – przyjęto do elitarnego Towarzystwa Szkół Twórczych. Budynek został wpisany do rejestru zabytków dnia 9 maja 1983 roku pod numerem 1228.
W latach 1985–1986 obchodzono stulecie istnienia Liceum im. Władysława IV i odbył się Jubileuszowy Zjazd Wychowanków Szkoły.
W 1989 przed szkołą odsłonięto pamiątkowy kamień poświęcony Januszowi Korczakowi, absolwentowi Gimnazjum Praskiego z 1897
W 1997 szkoła otrzymała nagrodę m. st. Warszawy za bardzo dobre wyniki w nauczaniu, rozwój naukowego ruchu olimpijskiego i pielęgnowanie ponad 100-letniej tradycji.
W 1998 liceum otrzymało nagrodę 350-lecia istnienia Pragi.
W 1999, w związku z reformą systemu oświaty, przy liceum powołano autorskie Gimnazjum nr 58 im. Władysława IV z klasą edukacji twórczej i klasą dwujęzyczną. Obie szkoły, gimnazjum i liceum, tworzyły Zespół Szkół nr 15. Szkoły mieściły się w tym samym budynku, częściowo uczyli w nich ci sami nauczyciele. Obie placówki miały wspólne organy, takie jak prezydium samorządu szkolnego czy rada rodziców. Gimnazjum istniało do 2019.
W latach 2000–2002 w gimnazjum i liceum wprowadzono mundurki jako strój galowy.
W 2002 ponownie uruchomiono zegar na wieżyczce budynku.
W 2005 szkoła obchodziła jubileusz 120-lecia. Gimnazjum i Liceum im. Króla Władysława IV otrzymały medal jubileuszowy Towarzystwa Przyjaciół Pragi za wieloletnią pracę na rzecz mieszkańców i Dzielnicy Praga-Północ m. st. Warszawy.
W 2006 zakończono renowację elewacji budynku.
W 2015 obchodzono jubileusz 130-lecia szkoły. Uczniowie szkoły nagrali film o jej historii.
W 2017 szkołę odznaczono Orderem św. Stanisława.
17 Warszawska Drużyna Harcerska

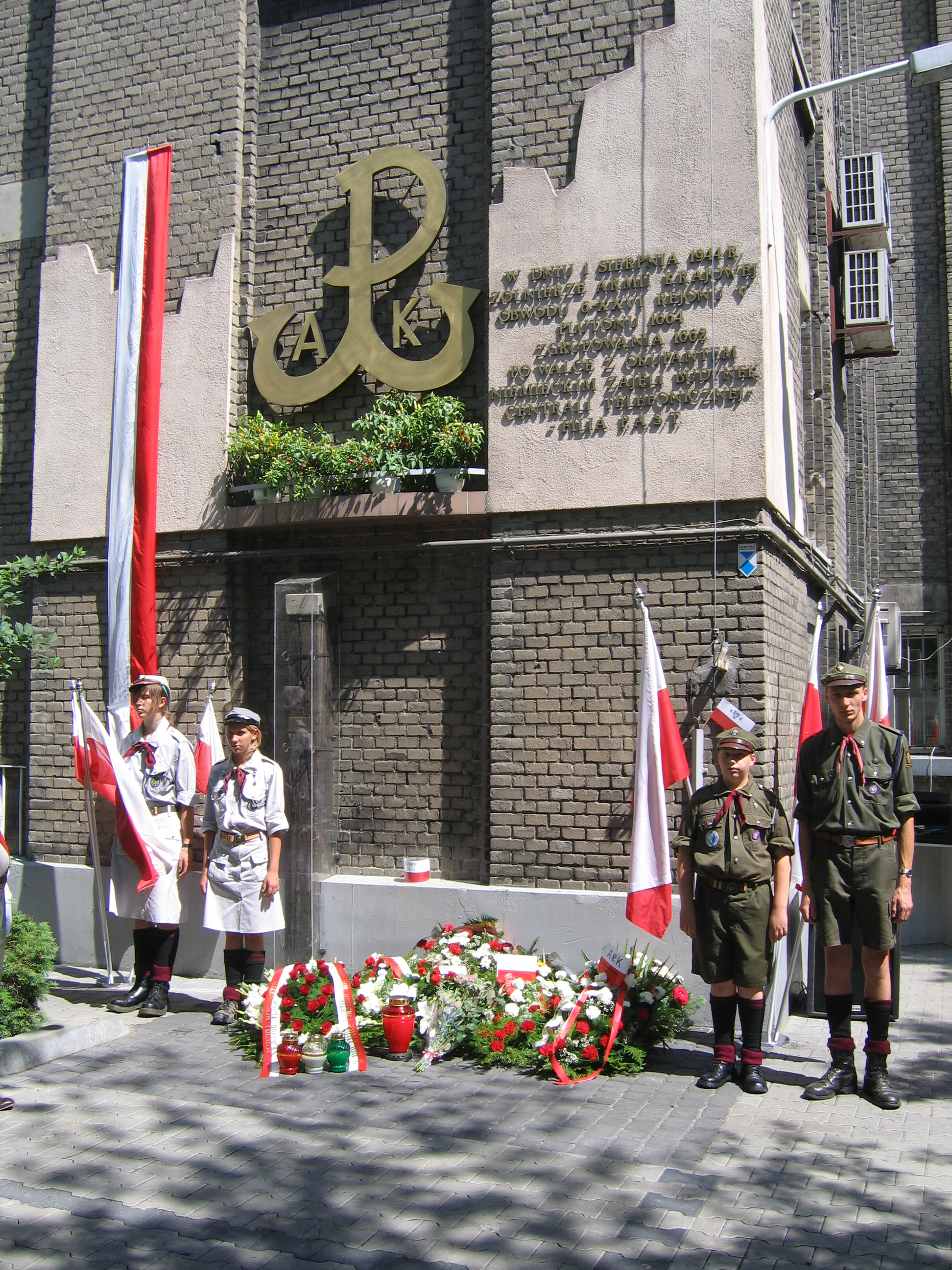
Harcerze Szczepu 17 WDH podczas uroczystości w rocznicę powstania warszawskiego na ul. Brzeskiej, 2006

W środowisku uczniów gimnazjum i liceum, ale również Prażan niebędących uczniami Władysława IV, od 1919 roku działała 17 Warszawska Drużyna Harcerska im. gen. Jakuba Jasińskiego, następnie szczep. W 1972 roku na II zjeździe wychowanków szkoły Komitet Rodzicielski liceum ufundował sztandar szczepu, a szkołę wyróżniono „złotą odznaką” Za zasługi dla ZHP.

### Dyrektorzy

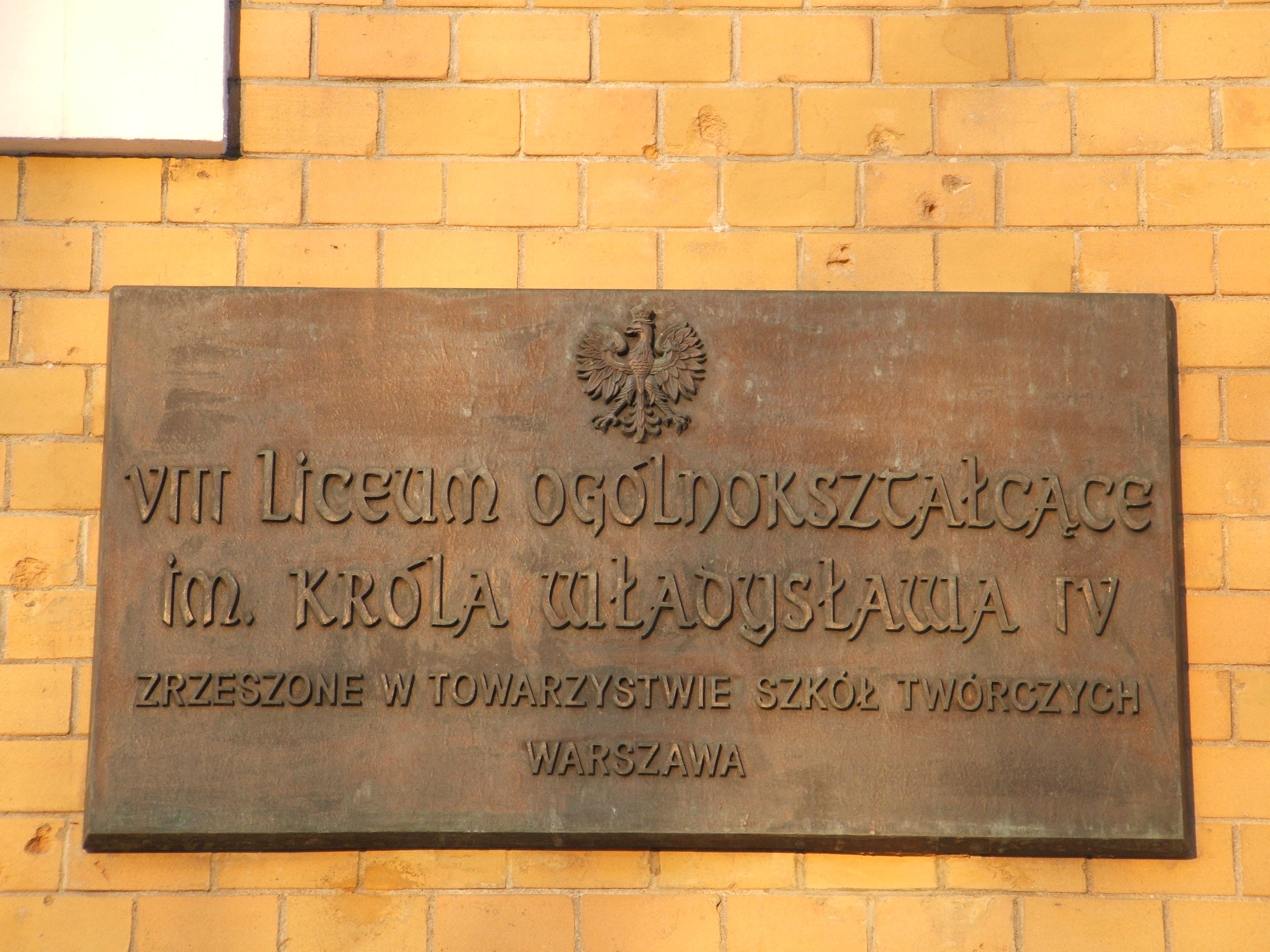
Tablica z nazwą szkoły od strony ul. Jagiellońskiej

Dyrektorzy liceum (w kolejności chronologicznej):
- Adam Zarzecki – dyrektor w latach 1915–1916, pierwszy dyrektor polskiego gimnazjum im. Króla Władysława IV.
- Stanisław Kurowski – dyrektor w latach 1916–1919, doprowadził do upaństwowienia w roku 1919 Gimnazjum im. Króla Władysława IV.
- Wacław Kloss – dyrektor w latach 1919–1928, polonista, ukierunkował szkołę na działalność społeczną, z jego inicjatywy powstał stały teatr uczniowski, opiekował się również szkolną orkiestrą dętą i zespołem mandolinistów.
- dr inż. Bogumił Wilkoszewski – dyrektor w latach 1928–1936, polonista, z jego inicjatywy zorganizowano ośrodek szkolny we wsi Mogielnica koło Grójca, do którego kilka razy do roku wyjeżdżała na dwa tygodnie młodzież, aby łączyć naukę z przysposobieniem wojskowym i wychowaniem fizycznym.
- Aleksander Mikołaj Tomaszewski – dyrektor w latach 1936–1939, nauczyciel historii, był legionistą Józefa Piłsudskiego, uczestniczył w walkach od 1916 do 1921 roku, został odznaczony Krzyżem Walecznych, Orderem Virtuti Militari, mjr Wojska Polskiego; w pracy szkolnej na pierwszy plan wysunął wychowanie obywatelskie, wprowadził dla licealistów bezpłatną naukę jazdy samochodem.
- dr Leon Zygmunt Usarek – przedwojenny wicedyrektor szkoły, kierował tajnym nauczaniem od 5 grudnia 1939 do 14 listopada 1944. Po wojnie dążył do odzyskania od wojsk radzieckich gmachu szkoły, odbudowy ze zniszczeń wojennych i wyposażenia w pomoce naukowe; chciał, aby szkoła objęła jak największą liczbę młodzieży, w roku szkolnym 1947–1948 liczyła ona 1200 uczniów; na Grochowie i w Sulejówku istniały jej filie, które później się usamodzielniły.
- Jan Pierzan – dyrektor w latach 1953–1969, po objęciu stanowiska doprowadził do uzyskania przez liceum (po kryzysie w latach 1948–1953 spowodowanym kilkakrotnymi zmianami w kierownictwie szkoły) wysokiego poziomu, za jego kadencji przeprowadzono kapitalny remont gmachu szkolnego, rozbudowano i unowocześniono jego bazę materialną.
- Henryk Sowiński – dyrektor w latach 1970–1993, wieloletni działacz PZPR i nauczyciel biologii, twórca hasła Wśród władysławiaków nie ma przeciętniaków (motto systemu wychowawczego szkoły), za jego kadencji przyjęto liceum do Towarzystwa Szkół Twórczych.
- Grażyna Filipiak – dyrektorka w latach 1994–2017, germanistka, absolwentka Liceum. Przeprowadziła generalny remont gmachu szkoły.
- Małgorzata Dąbrowska – dyrektorka od 2017, matematyczka.

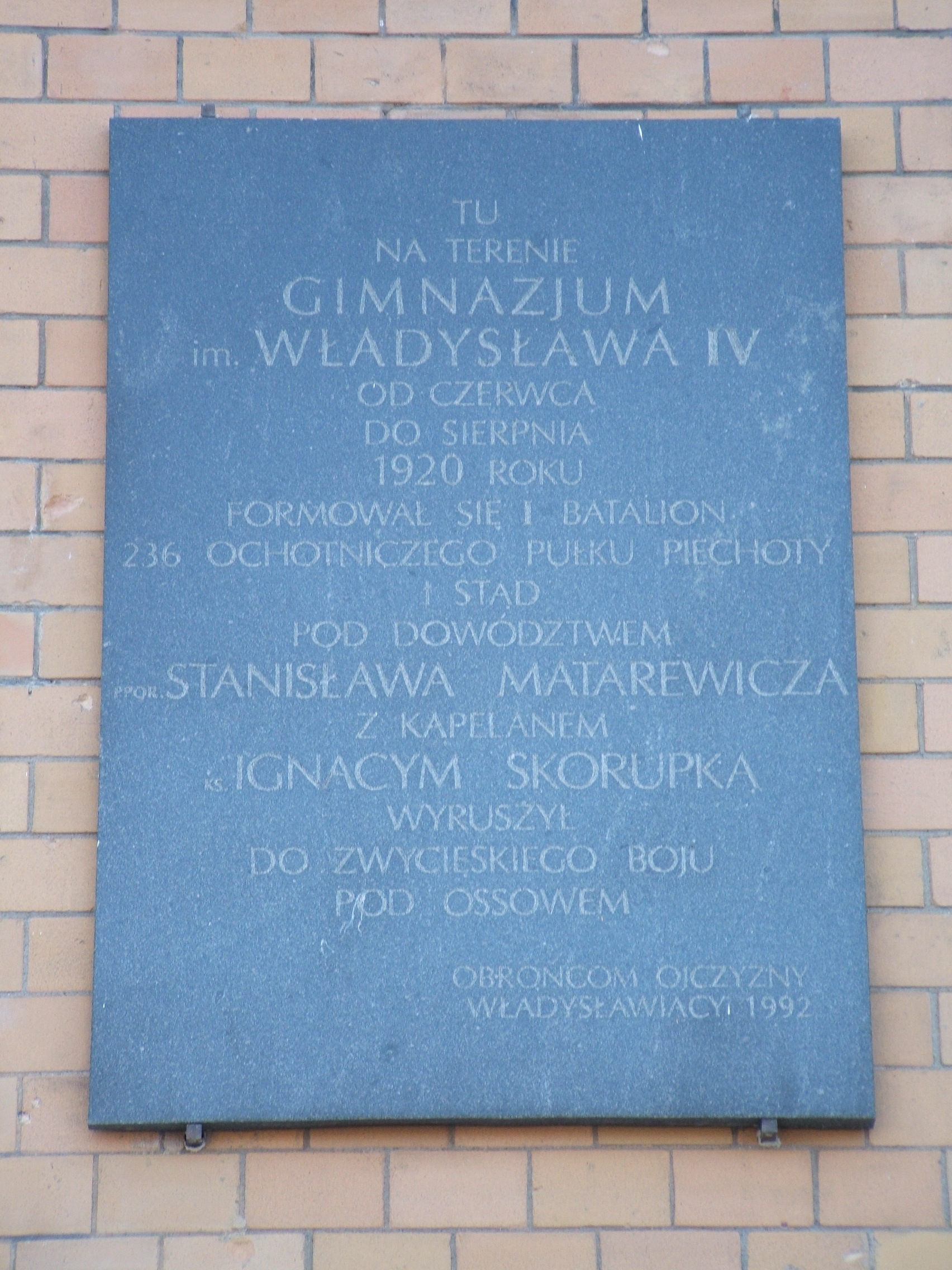
Tablica upamiętniająca oddział ochotników z 1920

### Nauczyciele, wychowawcy
- Prof. Józef Adamczewski – nauczyciel języka polskiego w latach 1894–1905 przez uczniów zwany „Dziadziusiem”. Ojciec Stanisława Adamczewskiego (1883–1952), historyka literatury, autora książki Serce nienasycone.
- Prof. Aleksander Janowski (1866–1944) – nauczyciel geografii, pionier krajoznawstwa polskiego i propagator turystyki. Współzałożyciel w 1906 Polskiego Towarzystwa Krajoznawczego.
- Prof. Wacław Kloss (1867–1943) – dyrektor szkoły i nauczyciel języka polskiego w latach 1919–1926. Działacz oświatowy i społeczny. Na wniosek Koła Wychowanków Gimn. i Lic. im. Króla Władysława IV w 1978 r. jego nazwisko zostało wyryte na tablicy zasłużonych pedagogów, znajdującej się na cmentarzu na Powązkach (przy bramie św. Honoraty).
- Prof. Janusz Lubicz-Borowski (1902–1966) – w latach 1942–1952 i 1957–1966 nauczyciel języków polskiego, rosyjskiego i angielskiego. W latach 1942–1944 dyrektor tajnego Liceum im. Adolfa Dygasińskiego (filia Liceum im. Króla Władysława IV).
- Prof. Natalia Nekraszowa (1898–1979) – nauczycielka języka polskiego, komendantka Warszawskiej Chorągwi Harcerek.
- Prof. Klemens Sokal – lekarz szkolny, nauczyciel w latach 1931–1939; w 100-lecie jego urodzin umieszczono tablicę pamiątkową na ścianie Międzyszkolnej Poradni Lekarskiej w Warszawie przy ul. Hożej 88
- Prof. Jadwiga Szumska (1895–1944) – nauczycielka języka polskiego w latach 1937–1939. Podczas okupacji niemieckiej uczestniczyła w tajnym nauczaniu zorganizowanym przez szkołę im. Królowej Jadwigi. Siostra pisarki Marii Dąbrowskiej. Ciężko ranna w Powstaniu Warszawskim zmarła kilka dni po kapitulacji Warszawy.
- Prof. Tadeusz Zdziechowski – nauczyciel greki i łaciny, pedagog, który tak rozkochał w Helladzie ucznia Henryka Goldszmita (Janusza Korczaka), że absolwent ten (w 1897 r.) żegnając się po maturze niespodziewanie schylił się i pocałował prof. Zdziechowskiego w rękę.

## Wychowankowie

### Władysławiacy

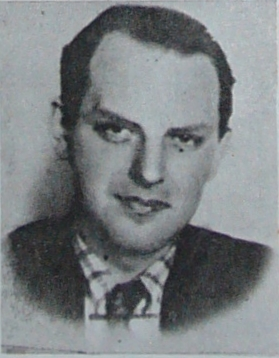
Jerzy Dargiel

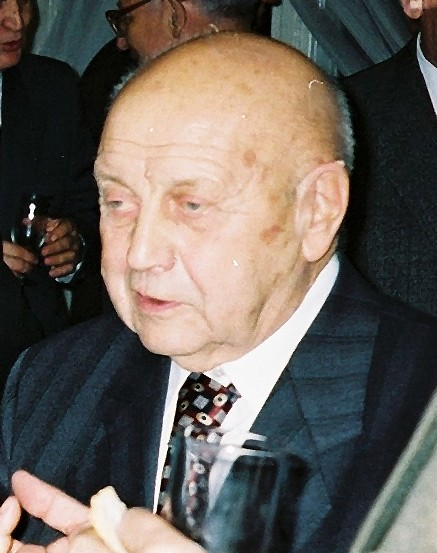
Jerzy Kondracki

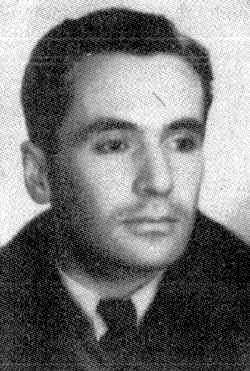
Kazimierz Leski

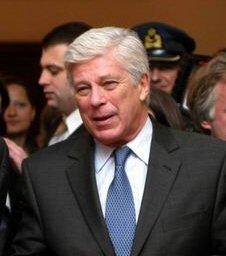
Stefan Meller

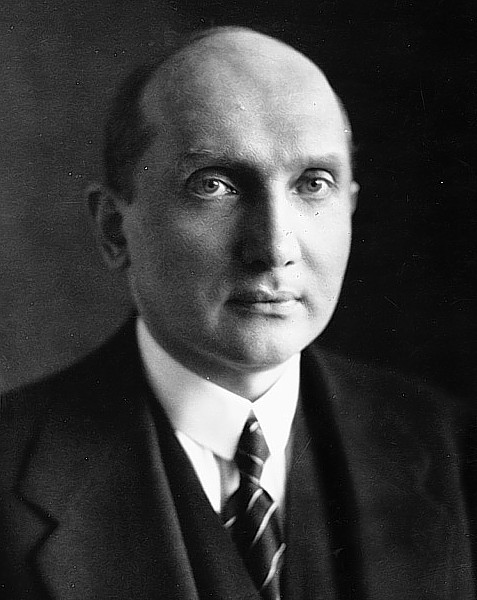
August Zaleski

- ppor. Wacław Błaszczyk ps. „Boruta” (abs. 1923) – dyrektor wodociągów i kanalizacji, harcmistrz, członek komendy Mazowieckiej i Warszawskiej Chorągwi Harcerzy, wykładowca na kursach wigierskich i kursach „Agricoli”[9];
- Konstanty Brandel (abs. 1900) – malarz, grafik;
- Janusz Bukowski – aktor teatralny i filmowy, reżyser;
- Zygmunt Chajzer (abs. 1973) – prezenter radiowy i dziennikarz[10];
- Dobiesław Damięcki (abs. 1917) – aktor, reżyser, działacz ZASP-u (ojciec i dziadek znanych aktorów)[11];
- Jerzy Dargiel (absolwent Gimnazjum, uczeń Liceum do 1934 r.) – podporucznik AK, oficer Batalionu Parasol[9], aktor, reżyser, dyrektor teatrów, m.in. Teatru „Baj”, nauczyciel, kompozytor i autor tekstów piosenek, instruktor harcerski, członek GK ZHP;
- Eugeniusz Dąbrowski (abs. 1919) – ksiądz katolicki, profesor Katolickiego Uniwersytetu Lubelskiego i Akademii Teologii Katolickiej, biblista;
- Andrzej Dziembowski (abs. 1993) – profesor biologii, laureat Nagrody Fundacji na rzecz Nauki Polskiej;
- Czesław Falkowski (abs. 1904) – ksiądz katolicki, profesor Uniwersytetu im. Stefana Batorego, rektor tej uczelni w latach 1928–1930, biskup diecezji łomżyńskiej;
- Adam Fiok (abs. 1951) – profesor Politechniki Warszawskiej, elektronik i metrolog;
- Mieczysław Gajda (abs. 1951) – aktor teatralny i filmowy;
- Henryk Goryszewski – prawnik, polityk, wicepremier w rządzie Hanny Suchockiej (1992-1993);
- Zenon Hanas (abs. 1982) – rzymskokatolicki duchowny, w latach 2004–2010 wicegenerał pallotynów, wykładowca UKSW;
- Wiesław Ipohorski-Lenkiewicz (abs. 1930) – cichociemny;
- Tadeusz Jankowski (abs. 1933) – lekarz, działacz polityczny i wojskowy, zasłużony mieszkaniec Ostrowa Wielkopolskiego, przewodniczący tamtejszego oddziału Polskiego Towarzystwa Lekarskiego;
- Jan Knothe (1912-1977) – architekt, rysownik i literat (abs. 1930);
- Jerzy Kobusz, właśc. Kazimierz Jerzy Kobuszewski – aktor filmowy;
- Janusz Korczak – lekarz, pedagog, pisarz, absolwent z 1897 roku. Przed gmachem szkoły znajduje się kamień upamiętniający jego osobę, odsłonięty w 110-lecie jego urodzin, w 1989[12].
- Zbigniew Klimas ps. „Rawicz” – drużynowy drużyny CP-300 (konspiracyjnej 17 WDH w Szarych Szeregach)[9], korespondent i wiceprezes Polskiej Agencji Prasowej[13];
- Kazimierz Kąkol (abs. 1939) – publicysta, wysoki działacz partyjny w PRL;
- Edward Kokoszko (abs. 1919) – malarz;
- Tomasz Konatkowski (abs. 1987) – pisarz, tłumacz, autor kryminałów;
- Jerzy Kondracki (abs. 1926, nauczyciel geografii w roku szkolnym 1930/31) – geograf, profesor Uniwersytetu Warszawskiego;
- Bronisław Kopczyński (abs. 1901) – malarz, grafik;
- Stefan Kowalski ps. „Jaroń” – podporucznik Armii Krajowej, kawaler Krzyża Srebrnego Orderu Wojennego Virtuti Militari;
- Karina Kunkiewicz (abs. 1993) – aktorka i prezenterka telewizyjna;
- Stanisław Lencewicz (uczeń do 1905, abs. ekstern. 1906) – geograf, profesor Uniwersytetu Warszawskiego;
- Kazimierz Leski (abs. 1930) – doktor inżynier mechanik, oficer wywiadu KG Armii Krajowej, Honorowy Obywatel Warszawy;
- Tadeusz Mioduszewski (abs. 1961) – pedagog, działacz Towarzystwa Przyjaciół Dzieci, poeta;
- Stefan Meller (abs. 1961) – ambasador RP w Rosji, minister spraw zagranicznych w rządzie Kazimierza Marcinkiewicza[14];
- Lech Nowogrodzki (abs. 1968) – matematyk, geomatyk, prezes Neokart i ESRI Polska;
- Wiesław Ochman – śpiewak operowy, malarz[15];
- Zbigniew Olejnik (abs. 1948) – prof. nauk medycznych;
- Henryk Ostrowski ps. „Heniek” (abs. 1940) – harcmistrz, komendant hufca „Praga” Grup Szturmowych Szarych Szeregów, aresztowany przez gestapo, uwolniony w akcji pod Arsenałem[9];
- Marek Ostrowski (abs. 1965) – dr. nauk biologicznych, fotograf, specjalista z zakresu teledetekcji lotniczej i satelitarnej, varsavianista;
- Paweł Pelc (abs. 1985) – drużynowy 17 WDH, radca prawny, bankowiec;
- Henryk Przeździecki (abs. 1892) – ksiądz katolicki, biskup podlaski i siedlecki w latach 1918–1939;
- Ryszard Rembiszewski (abs. 1965) – aktor, prezenter radiowy i telewizyjny;
- Zygmunt Robakiewicz (1885–), starosta (abs. 1904)[16];
- Jan Roguski (abs. 1919) – profesor medycyny, rektor Akademii Medycznej w Poznaniu w latach 1953–1955;
- Wojciech Roszkowski (abs. 1965) – profesor historii, autor cenionej książki o historii XX w., poseł do Parlamentu Europejskiego[17];
- Maciej Rybiński (abs. 1964) – dziennikarz, publicysta, felietonista, pisarz;
- Paweł Sęk – działacz samorządowy, wiceprzewodniczący Rady Gminy Targówek w latach 1998–2002, w 2006 członek zarządu dzielnicy Bielany[18];
- Jerzy Walerian Skolimowski (abs. 1926) – wioślarz, architekt, oficer wywiadu wojskowego, współautor polskiego cmentarza na Monte Cassino, żołnierz spod Tobruku[15];
- por. Stanisław Srzednicki ps. „Stach” – współtwórca młodzieżowej organizacji „Orlęta”, dowódca batalionu motorowego „Orląt” AK, harcmistrz[9];
- Stanisław Staszewski (abs. 1946) – poeta i bard;
- Magdalena Stużyńska-Brauer (abs. 1993) – aktorka;
- Wojciech Suchorzewski (abs. 1951) – inżynier komunikacji, profesor Politechniki Warszawskiej;
- Józef Szczepański ps. „Ziutek” – poeta, żołnierz Batalionu Parasol, powstaniec warszawski, autor piosenki Pałacyk Michla[15];
- Stanisław Tatar (abs. 1915) – generał Wojska Polskiego (od 1943), skazany przez komunistyczne władze Polski na dożywocie, rehabilitowany w 1956 roku;
- Janusz Warakomski (abs. 1974)– działacz samorządowy, burmistrz dzielnicy Żoliborz;
- Andrzej Kajetan Wróblewski (abs. 1951) – profesor fizyki, rektor Uniwersytetu Warszawskiego w latach 1989–1993;
- Bohdan Wróblewski (abs. 1951) – artysta plastyk, ilustrator;
- Tomasz „Orion” Wróblewski, basista grupy deathmetalowej Behemoth, założyciel grupy Vesania;
- Daniel Wyszogrodzki (abs. 1977) – pisarz i tłumacz teatralny, także dziennikarz muzyczny, autor m.in. książki Satysfakcja – The Rolling Stones (6 wydań), twórca poetyckich przekładów książek Leonarda Cohena (m.in. Płomień);
- August Zaleski (abs. 1901) – polityk, minister spraw zagranicznych RP w latach 1926–1932, Prezydent RP na uchodźstwie w latach 1947–1972;
- Juliusz Zweibaum (abs. 1905) – histolog, profesor Uniwersytetu Warszawskiego i Akademii Medycznej, członek PAN, uczestnik strajku szkolnego w 1905, założyciel i dziekan tajnego Wydziału Lekarskiego w getcie warszawskim (tzw. „Kursów Zweibauma”).

Do liceum uczęszczali też m.in.:
- Andrzej Rudolf Czaykowski (rtm. ps. „Garda” – dowódca baonu „Baszta” AK, zamordowany 10.10.1953 w Więzieniu Mokotowskim);
- Bartosz Heller – dziennikarz sportowy;
- Mateusz Kusznierewicz[19] – mistrz olimpijski z Atlanty w żeglarskiej klasie Finn;
- Wincenty Łopaciński – historyk archiwista;
- Kazimierz Sawicki (uczeń do 1905) – przewodniczący Komitetu Strajkowego 1905 roku, gen. Wojska Polskiego (od 1933 roku),
- Jan Weinsberg – tłumacz, działacz kultury żydowskiej.

### Koło Wychowanków

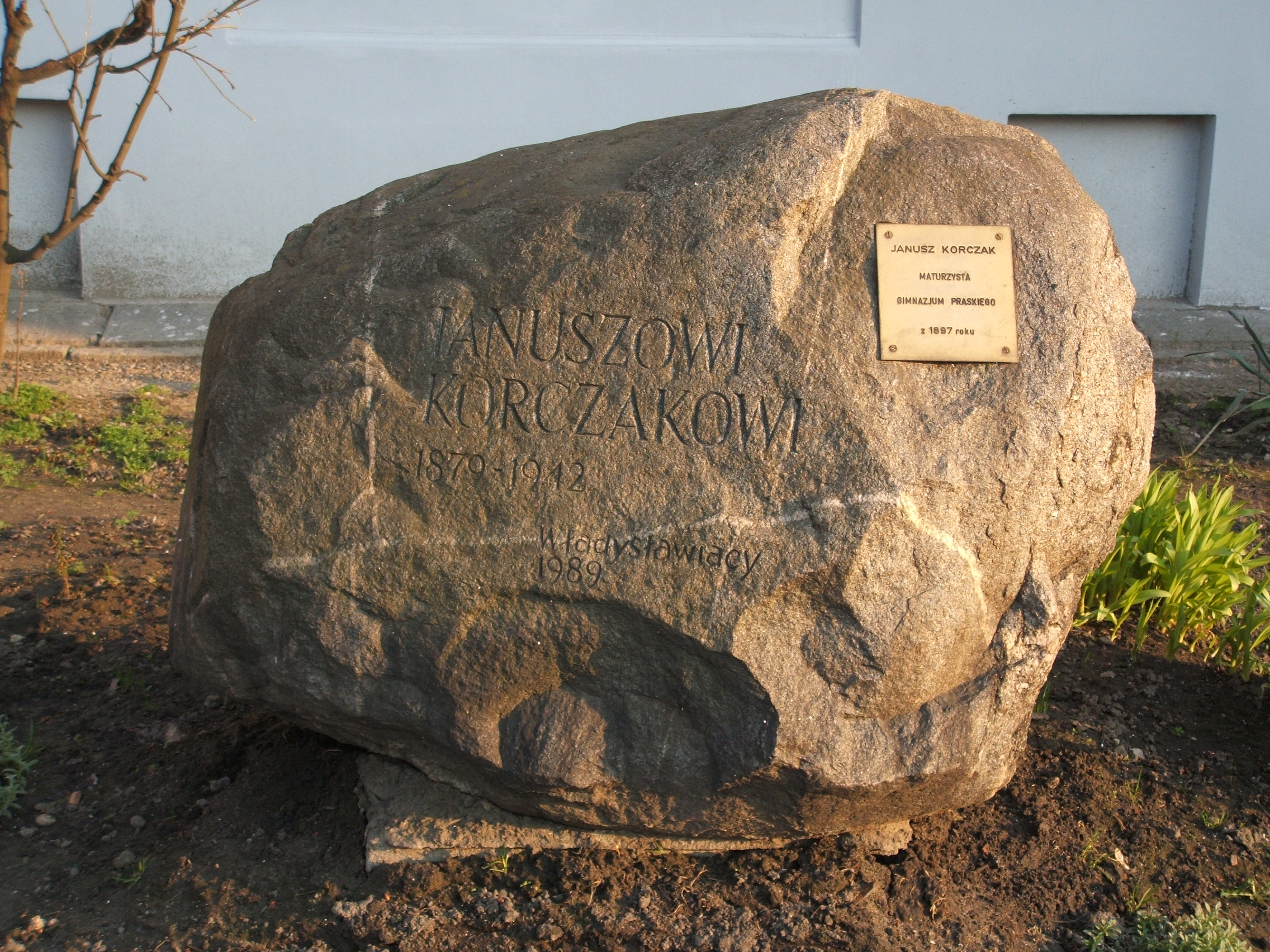
Głaz upamiętniający Janusza Korczaka

Przy liceum od 1922 roku działa Koło Wychowanków.
Koło współorganizuje zjazdy wychowanków (w 1958, 1972, 1986, 1995, 2005 i 2015). Prowadzi też działalność wydawniczą – dotychczas opublikowano cztery tomy monografii szkoły: w 2000 – I tom Gimnazjum Męskie na Pradze 1885-1915, w 2005 – II tom, obejmujący lata 1915–1944, w 2007 – III tom, opisujący lata 1944–1960, w 2015 – IV tom, z biogramami najwybitniejszych wychowanków z dziejów szkoły. Pierwsze trzy tomy powstały pod kierunkiem Henryka Sowińskiego, byłego dyrektora liceum, prace nad IV tomem po jego śmierci kontynuowali członkowie Koła. Obecnie trwają prace nad kolejnymi częściami.
Koło Wychowanków publikuje także ukazujące się nieregularnie czasopismo „Ławy skrzypią”.

## Dyrekcja i kadra pedagogiczna
Dyrekcja szkoły
Od 2017 roku dyrektorem szkoły jest mgr Małgorzata Dąbrowska, nauczyciel matematyki i informatyki.
Grono pedagogiczne

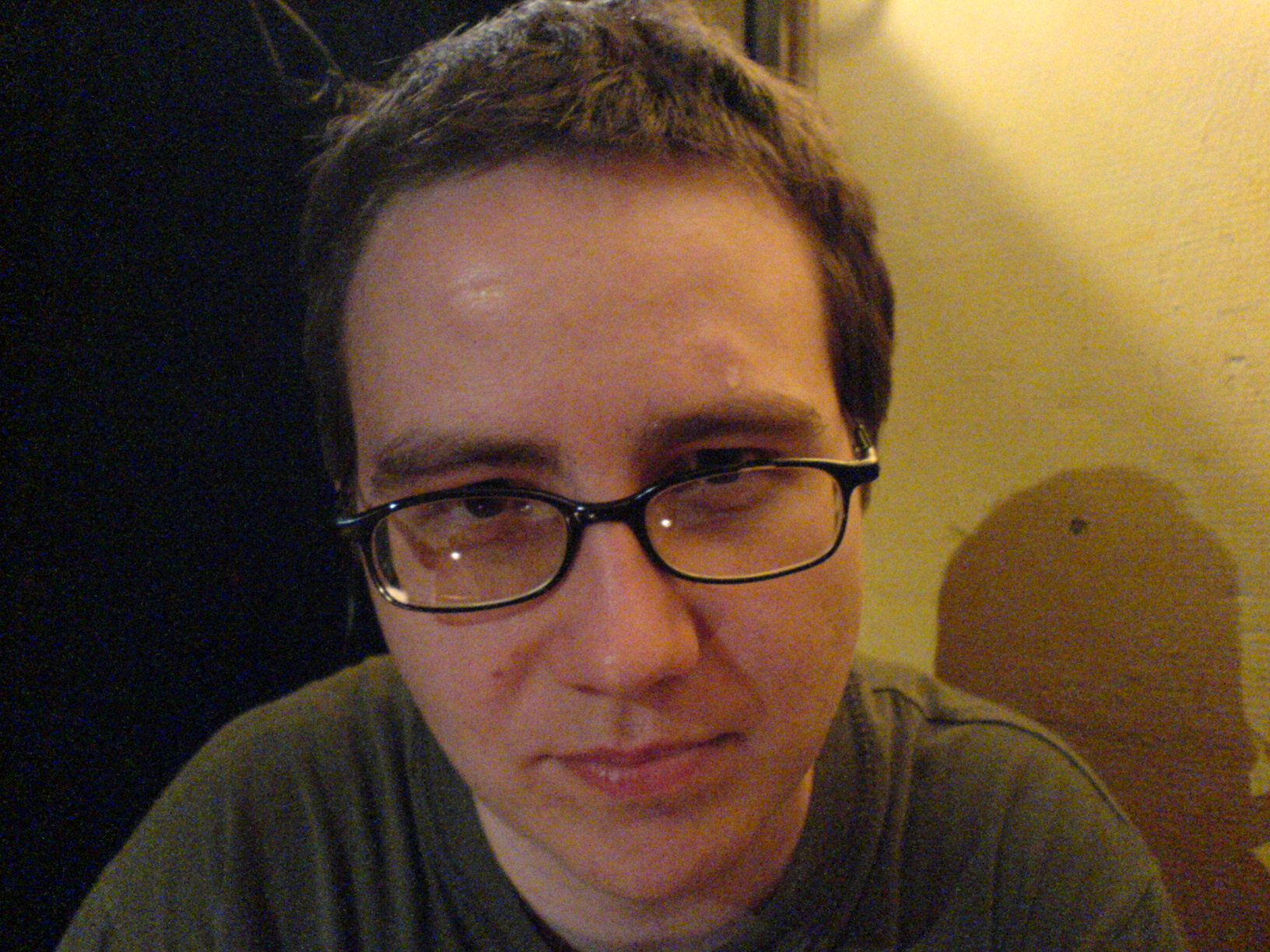
Maria Cyranowicz

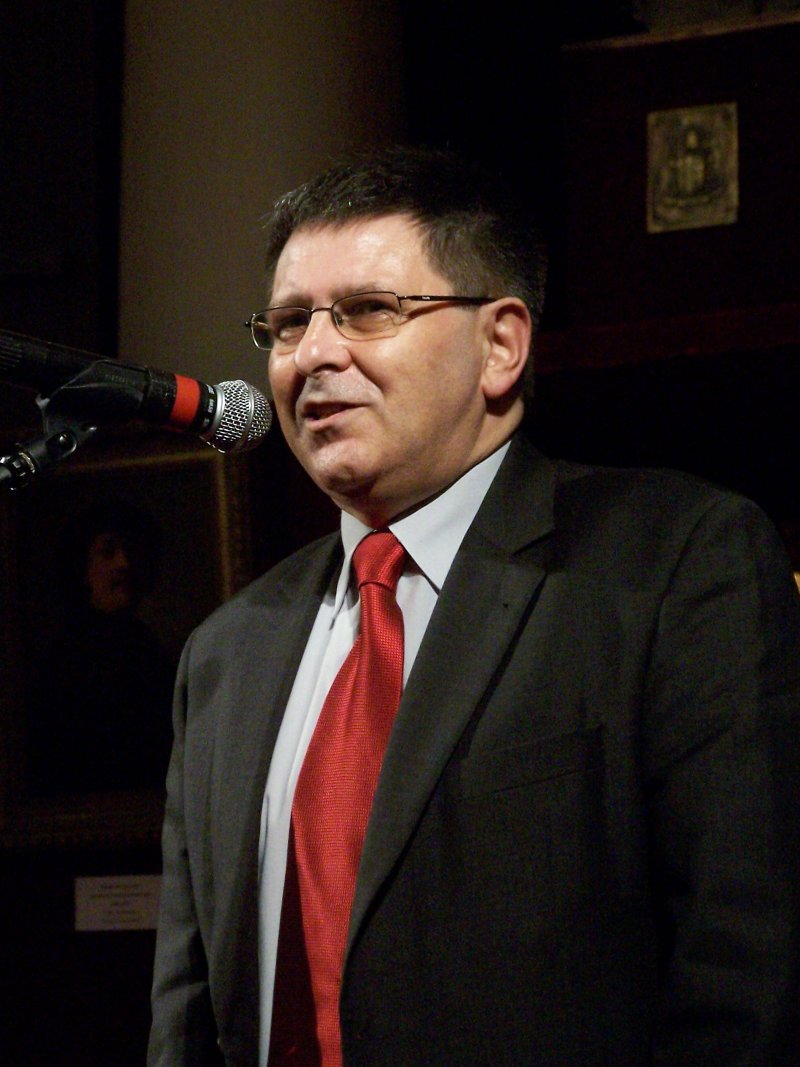
Włodzimierz Paszyński

W roku szkolnym 2008/09 grono pedagogiczne liczyło 60 nauczycieli. Obecnie (2024/2025) wśród nauczycieli znajdują się:
Ze stopniem naukowym doktora:
- Wawrzyniec Kofta[22] (biologia),
- Marta Rojewska (wiedza o społeczeństwie),
- Mariusz Włodarczyk[23] (historia)
- Tomasz Grycuk (fizyka)

W gronie pedagogicznym na przestrzeni lat mogliśmy również ujrzeć
- nauczyciela ze stopniem naukowym doktora habilitowanego:
  - Marek Solarczyk[24] (religia) – w 2011–2021 biskup pomocniczy warszawsko-praski[25];
- oraz ze stopniem naukowym doktora:
  - Wojciech Guzicki[26] (matematyka),
  - Waldemar Pompe[26] (matematyka),
- Maria Cyranowicz – poetka i krytyczka literacka,
- Edward Odoner – wiceprzewodniczący Towarzystwa Społeczno-Kulturalnego Żydów w Polsce,
- Włodzimierz Paszyński – zastępca prezydenta m. st. Warszawy, dawniej stołeczny kurator oświaty.

Ponadto w 2009 w ramach praktyk studenckich zajęcia z historii prowadził poseł Paweł Poncyljusz. Wiedzy o społeczeństwie uczył także dr Wojciech Jakubowski.

## Miejsce w rankingach
| Ranking liceów warszawskich | Ranking szkół średnich województwa mazowieckiego | Ogólnopolski ranking szkół średnich |
| --- | --- | --- |
| - 2022 - 3. miejsce - 2021 – 7. miejsce - 2020 – 5. miejsce - 2019 – 2. miejsce - 2018 – 3. miejsce - 2017 – 4. miejsce - 2016 – 3. miejsce - 2015 – 2. miejsce - 2014 – 7. miejsce - 2013 – 3. miejsce - 2012 – 8. miejsce - 2011 – 1. miejsce - 2010 – 4. miejsce - 2009 – 4. miejsce - 2008 – 7. miejsce - 2007 – 6. miejsce - 2006 – 7. miejsce - 2005 – 2. miejsce - 2004 – 6. miejsce - 2003 – 10. miejsce - 2002 – 15. miejsce - 2001 – 27. miejsce | - 2022 - 3. miejsce - 2021 – 7. miejsce - 2020 – 5. miejsce - 2019 – 2. miejsce - 2018 – 3. miejsce - 2017 – 4. miejsce - 2016 – 3. miejsce - 2015 – 2. miejsce - 2014 – 7. miejsce - 2013 – 3. miejsce - 2012 – 8. miejsce - 2011 – 1. miejsce - 2008 – 4. miejsce - 2007 – 6. miejsce - 2006 – 7. miejsce - 2005 – 5. miejsce - 2004 – 6. miejsce | - 2022 - 8. miejsce - 2021 – 14. miejsce - 2020 – 12. miejsce - 2019 – 8. miejsce - 2018 – 9. miejsce - 2017 – 11. miejsce - 2016 – 8. miejsce - 2015 – 7. miejsce - 2014 – 16. miejsce - 2013 – 11. miejsce - 2012 – 17. miejsce - 2011 – 7. miejsce - 2010 – 14. miejsce - 2009 – 15. miejsce - 2008 – 12. miejsce - 2007 – 19. miejsce - 2006 – 36. miejsce - 2005 – 17. miejsce - 2004 – 12. miejsce - 2003 – 30. miejsce - 2002 – 48. miejsce |

Miesięcznik „Perspektywy” ocenia szkoły na podstawie czterech podrankingów (zasady z roku 2006):
- podrankingu wyników nowej matury na poziomie podstawowym (przedmioty obowiązkowe) – z wagą 25%;
- podrankingu wyników nowej matury na poziomie rozszerzonym – z wagą 25%;
- podrankingu rekrutacji do szkół wyższych – z wagą 40%;
- podrankingu olimpijskiego – z wagą 10%.

## Inne informacje

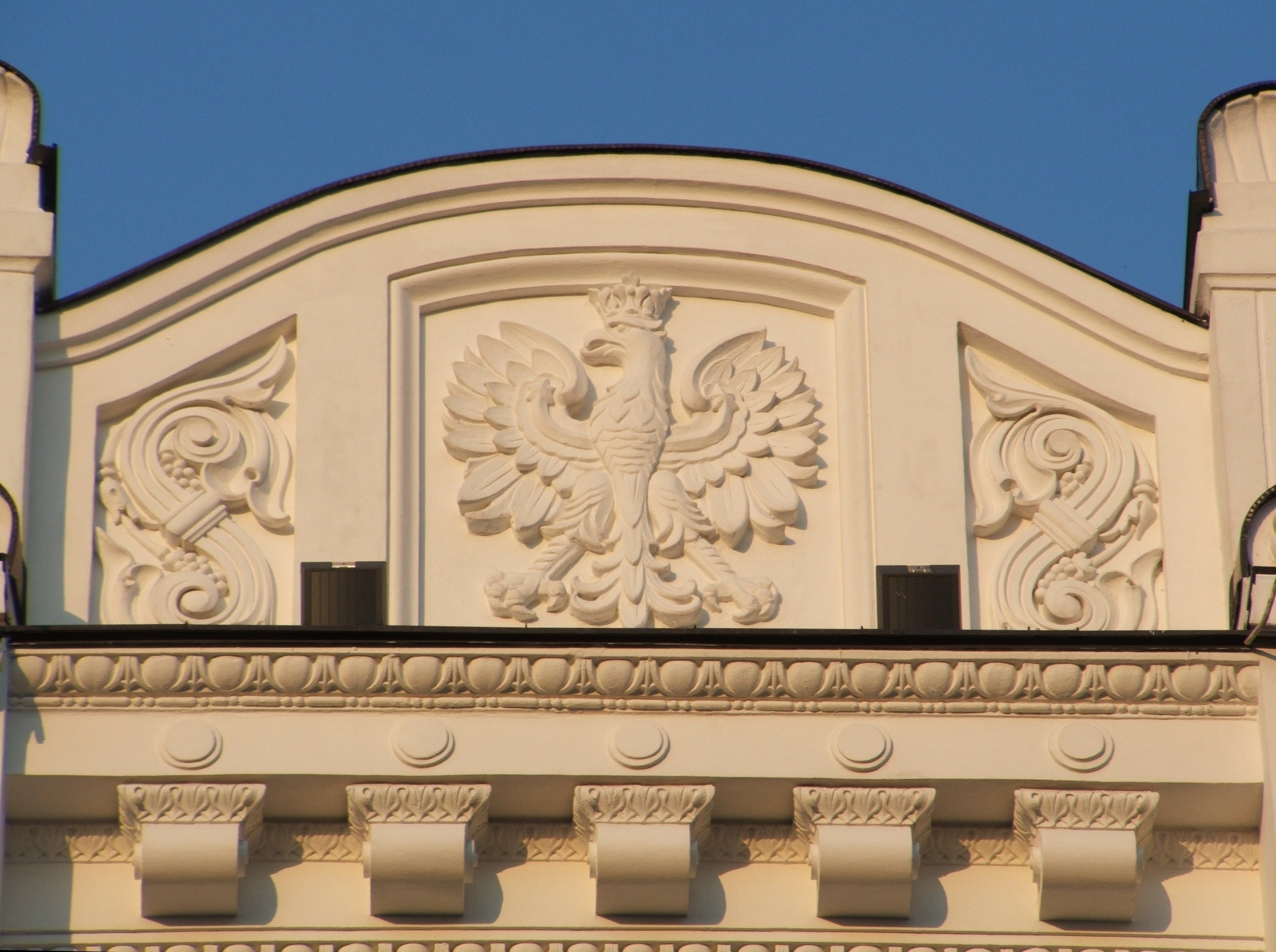
Wizerunek orła białego od strony ul. Jagiellońskiej

- Szkoła jest zrzeszona w Towarzystwie Szkół Twórczych.
- Na fasadzie budynku szkoły od strony ul. Jagiellońskiej znajduje się wizerunek orła białego w koronie. Niezauważony przez władze, przetrwał zarówno okupację niemiecką, jak i lata PRL.
- Za sprawą niewielkiej odległości, jaka dzieli szkołę od stacji kolejowej Warszawa Wileńska, znaczny odsetek uczniów stanowią osoby dojeżdżające spoza Warszawy[45].
- W 1988 roku, przez blisko 2 tygodnie na wieży szkolnej powiewała flaga „Solidarności” zawieszona przez dwóch maturzystów. Ówczesna dyrekcja szkoły nie zareagowała[46].
- Do tradycji szkolnych należy odwiedzanie i porządkowanie grobów zmarłych nauczycieli z okazji Dnia Zadusznego przez delegacje poszczególnych klas.[47]
- Budynek liceum znajduje się w rejestrze zabytków (nr rej.: 1228 z 9 sierpnia 1983)[6].
- Na początku XXI wieku pojawiały się liczne informacje o planie wybudowania hali sportowej dla potrzeb Szkoły. Decyzją konserwatora zabytków hala nie mogłaby zaburzać harmonii zabytkowego gmachu, dlatego miała zostać wybudowana całkowicie pod ziemią. Na powierzchni pozostałby tylko pawilon, w którym mieściłaby się portiernia, szatnia i klatka schodowa. Miała to być unikalna na skalę kraju inwestycja tego typu, jednak plan jej rozpoczęcia wielokrotnie przekładano. Perypetie związane z halą pojawiały się m.in. jako obiekt żartów w tworzonych przez uczniów kabaretach studniówkowych[15].